# Honda MBX 80
Die Honda MBX 80 ist ein Leichtkraftrad des Herstellers Honda, das von 1982 bis 1990 produziert wurde.
Die MBX 80 war das für die Straße ausgelegte Schwestermodell der geländetauglichen Honda MTX 80 und war optisch an das größere Honda Modell CBX 550 F2 angelehnt.
Als Zubehör für die MBX 80 waren eine Cockpit- und Motorverkleidung sowie eine Vollverkleidung erhältlich, diese veränderten die Optik des Kraftrades maßgeblich.
Aus technischer Sicht war die MBX 80 ein zu ihrer Zeit sehr fortschrittliches Leichtkraftrad, mit Ausstattungsmerkmalen wie 12 Volt-Elektrik, Wasserkühlung, Aluminiumfelgen, Temperaturanzeige und einem zentralen Federbein (Pro-Link-System).

## Technische Daten

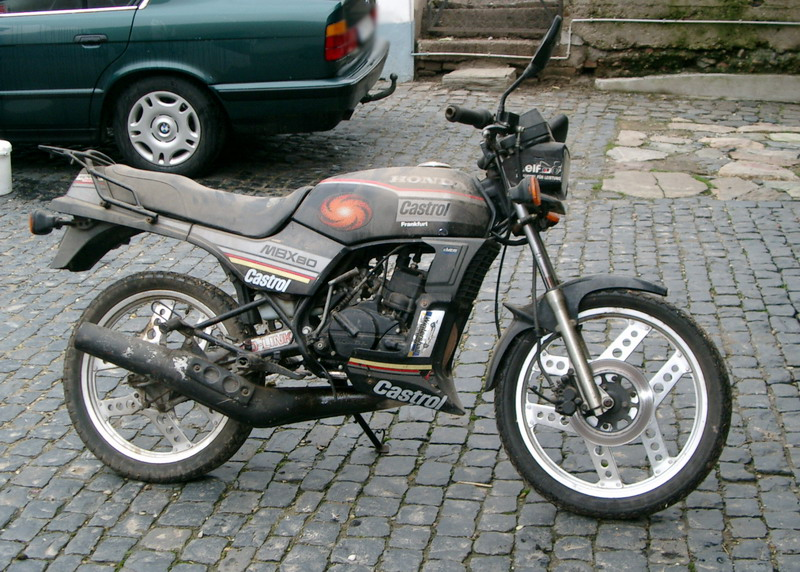
MBX80 mit einfacher Tachoverkleidung

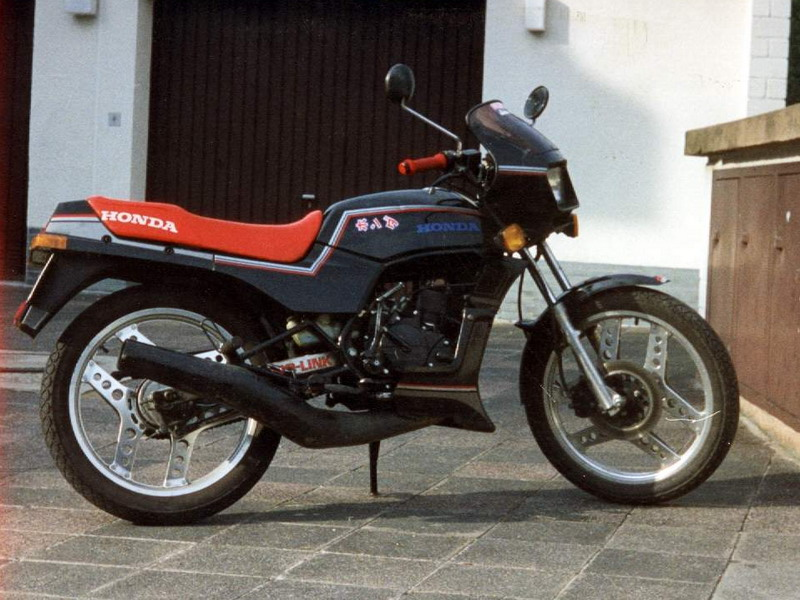
MBX80 mit Cockpitverkleidung

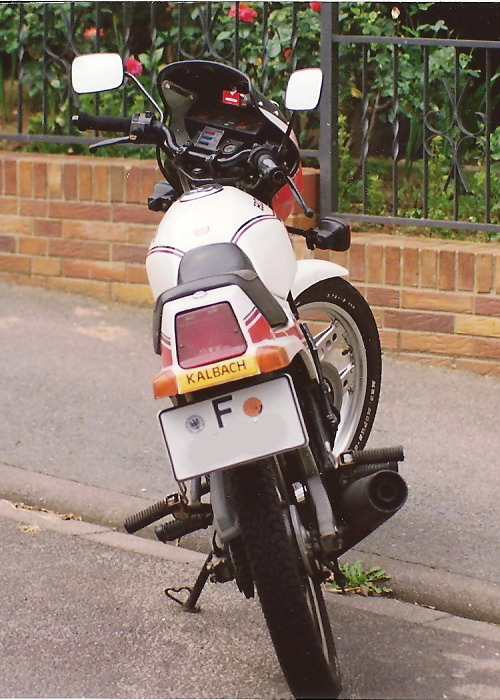
Honda MBX 80 Heckansicht mit in die Verkleidung integrierten Heckblinkern.

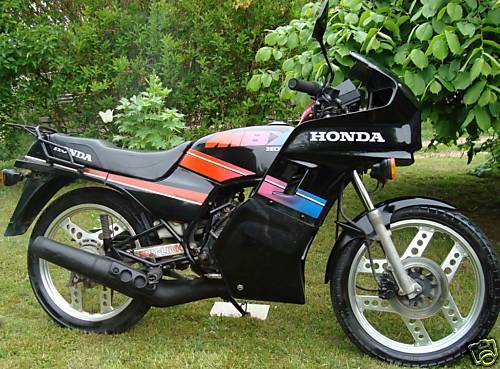
Honda MBX 80 mit Vollverkleidung

| Motor                     | Flüssigkeitsgekühlter 1-Zylinder-Zweitaktmotor              |
| Bohrung × Hub             | 49,5 mm × 41,4 mm                                           |
| Hubraum                   | 79 cm³                                                      |
| Verdichtungsverhältnis    | 7,3 : 1                                                     |
| Zündkerze                 | NGK BR 8,9 ES                                               |
| Schmierung                | Getrenntschmierung mit separatem Öltank                     |
| Max. Leistung             | 7 kW (9,5 PS) / 5750 min−1                                  |
| Max. Drehmoment           | 11,7 Nm bei 5500 min−1                                      |
| Höchstgeschwindigkeit     | 80 km/h                                                     |
| Zündsystem                | C.D.I. Zündung                                              |
| Starter                   | Kickstarter                                                 |
| Getriebe                  | 6 Gänge                                                     |
| Kupplung                  | Mehrscheibenkupplung im Ölbad                               |
| Sekundärantrieb           | O-Ring-Kette                                                |
| Rahmen                    | Doppelschleifen-Stahlrohrrahmen                             |
| Abmessungen (L×B×H) in mm | 1970 × 675 × 1005 (ohne Verkleidung) 1110 (mit Verkleidung) |
| Radstand                  | 1250 mm                                                     |
| Sitzhöhe                  | 780 mm                                                      |
| Bodenfreiheit             | 150 mm                                                      |
| Tankinhalt                | 12 Liter                                                    |
| Felgen Vorn/Hinten        | Aluminium-Sport-Comstar Felgen 18″                          |
| Bereifung Vorn            | 2.75 -18                                                    |
| Bereifung Hinten          | 3.00 - 18 6PR                                               |
| Radaufhängung Vorn        | Hydraulisch gedämpfte Teleskopgabel                         |
| Radaufhängung Hinten      | Schwinge mit zentralem Federbein (Pro-Link-System)          |
| Bremsen Vorn              | Hydraulische Scheibenbremse mit Doppelkolben-Bremssattel    |
| Bremsen Hinten            | Mechanische Trommelbremse                                   |
| Leergewicht               | 92 kg (trocken)                                             |
| Zul. Gesamtgewicht        | 271 kg                                                      |
| Standgeräusch in db(A)    | 85 P                                                        |
| Fahrgeräusch in db(A)     | 75E                                                         |
| Farben                    | Rot/Schwarz/Weiß                                            |